# 우창여객
우창여객 주식회사(友昌旅客 株式會社)는 경상북도 경산시에 연고를 둔 대구광역시의 시내버스 운송 업체이다.

## 개요
- 1988년 8월 24일에 시내버스 운송면허를 취득하여 신규 승인 하여 정식으로 우창여객 주식회사 이라는 한일운수 통합 1년만에 분리 설립했고 대구광역시의 시내버스 회사 중 역사가 제일 짧다.[3]
- 원래 수성구 사월동 400-9번지로 사월역 인근에 차고지가 있었고 이 때는 한일운수와 같이 썼다.
- 그러나 사월역 인근 사월동 차고지 자리에 아파트가 들어서게 되면서 차고지를 세진교통이 있는 경상북도 경산시 대평동으로 이전했다.
- 2004년에 세진교통이 동광버스자동차를 완전히 합병했을 때 동광버스자동차의 일부 차량을 받아 회사 규모를 키웠다.
- 2006년부터 노선별 전담제가 실시된 이후 대구광역시의 시내버스 회사 중 처음으로 노선 전담을 맞트레이드했다.
- 2008년 12월 15일에 창성여객과 618번과 649번 노선 배차분을 맞트레이드했는데, 이는 압량면 금구리/대곡지구(남도버스)까지 가는 공차 거리 때문이다.[출처 필요]

## 차고지
- 경상북도 경산시 경안로87길 9 (대평동)
- 대구광역시 수성구 달구벌대로 3297 (사월동)

## 보유 차량

#### 현대자동차
- 현대 뉴 슈퍼에어로시티
- 현대 저상 뉴 슈퍼에어로시티
- 현대 일렉시티

## 노선
| 노선번호 | 운행경로 기점 ↔ 중간경유지 ↔ 종점 | 운행경로 기점 ↔ 중간경유지 ↔ 종점 | 운행경로 기점 ↔ 중간경유지 ↔ 종점     | 운행대수         | 비고                              |
| -------- | --------------------------------- | --------------------------------- | ------------------------------------- | ---------------- | --------------------------------- |
| 618번    | 달서구 대곡동 대곡동공영차고지    | 북구 칠성동2가 대구역             | 동구 동호동 동호동공영차고지          | 13 (저상 9)      | 대명교통, 세진교통 공배           |
| 649번    | 달서구 대곡동 대곡동공영차고지    | 중구 덕산동 반월당역              | 경산시 압량읍 금구리                  | 9 (저상 5)       | 경상버스 공배                     |
| 651번    | 달성군 명곡동 명곡미래빌1단지     | 동구 신천동 신천역                | 동구 동호동 반야월역                  | 8 (저상 2)       | 달구벌버스 공배                   |
| 848번    | 동구 동호동 동호동공영차고지      | 수성구 만촌동 남부정류장          | 동구 효목동 망우당공원                | 8 (저상 5)       | 단독운행                          |
| 동구5번  | 동구 매여동                       |                                   | 동구 매여동                           | 1 (저상 1)       | 단독운행                          |
| 동구10번 | 동구 동호동 반야월역              | 동구 신암동 동구청                | 경산시 조영동                         | 6 (저상 5)       | 신일여객 공배 현금 승차 불가 노선 |
| 북구6번  | 북구 검단동 성보교통              |                                   | 수성구 수성동3가 수성네거리           | 4 (전 차량 저상) | 경북교통 공배                     |
| 수성2번  | 수성구 고산1동 시지지구           | 수성구 고산2동 고모역             | 수성구 고산2동 연호역, 연호동, 이천동 | 통합 1           | 단독운행                          |
| 예비     |                                   |                                   |                                       | 3                | 단독운행                          |
| 8종      |                                   |                                   |                                       | 53대             |                                   |

## 갤러리

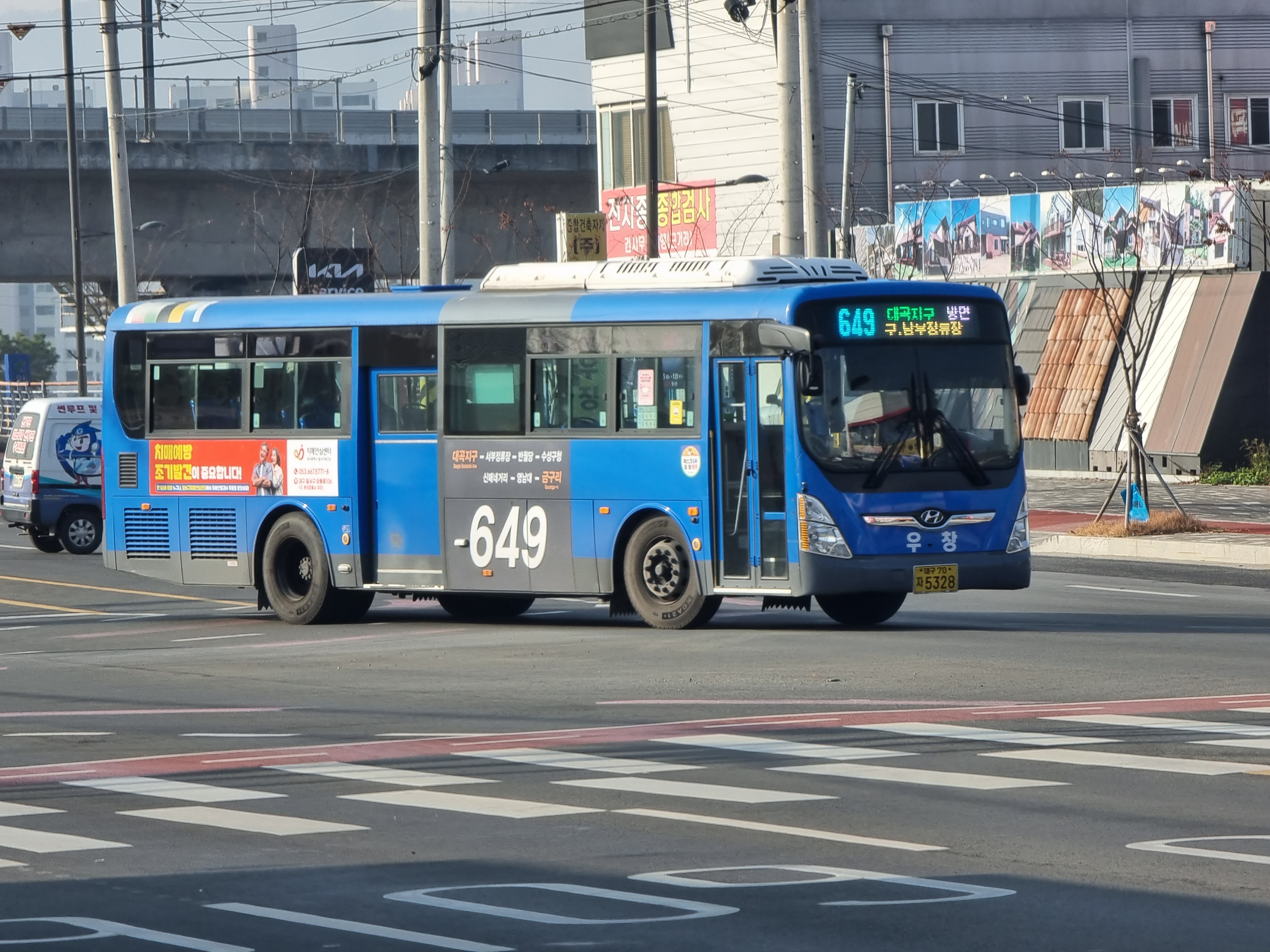
대구시내버스 649번